# Фигери (Месина)
Фигери је насеље у Италији у округу Месина, региону Сицилија.
Према процени из 2011. у насељу је живело 84 становника. Насеље се налази на надморској висини од 657 м.